# 160 г. пр.н.е.
160 (сто и шестдесета) година преди новата ера (пр.н.е.) е година от доюлианския (Помпилийски) римски календар.

## Събития

### В Римската република
- Консули са Луций Аниций Гал и Марк Корнелий Цетег.
- По време на погребението на Луций Емилий Павел Македоник и в негова чест, за първи път е представена пиесата на Теренций „Братя“ (Adelphoe). Представлението на другата негова пиеса, която е представена по време на игрите в чест на погребението, „Свекървата“ (Hecyra) претърпява за втори път провал, защото вниманието на публиката е отклонено от слухове за гладиаторски битки. По-късно през същата година се състои третото и първо успешно представление на тази пиеса.[1]

### В Азия
- Юда Макавей претърпява поражение и е убит в битката при Еласа от армията на Селевкидите. Той е наследен от брат си Йонатан Хасмоней като водач на въстанието на Макавеите.
- Царят на Кападокия Ариарат IV отказва да се ожени за Лаодика V, сестра на Деметрий I Сотер и вдовица на цар Персей Македонски.[2]
- Царят на Пергам Евмен II назначава Атал II за съвладетел.[2]

## Родени
- Югурта, цар на Нумидия (умрял 104 г. пр.н.е.)
- Теодосий, гръцки математик и астроном (умрял ок. 100 г. пр.н.е.)

## Починали
- Луций Емилий Павел Македоник, римски политик и военачалник (роден 229 г. пр.н.е.)
- Гай Лелий, римски политик (роден 235 г. пр.н.е.)
- Арташес I, селевкидски стратег, основател на династията на Арташесидите и цар на Велика Армения
- Аполодот I, владетел на Гръко-бактрийското царство
- Юда Макавей, юдейски борец за свобода
- Тимарх, селевкидски узурпатор